# Klippfåglar
Klippfåglar (Rupicola) är ett släkte i familjen kotingor inom ordningen tättingar. Släktet omfattar två arter:
- Andinsk klippfågel (R. peruvianus)
- Guldklippfågel (R. rupicola)